# Scaphognathus
A Scaphognathus rhamphorhynchida pteroszauruszok egyik neme, amely a késő jura korban Németország területén élt. Szárnyfesztávolsága körülbelül egy méter volt.

## Elnevezés

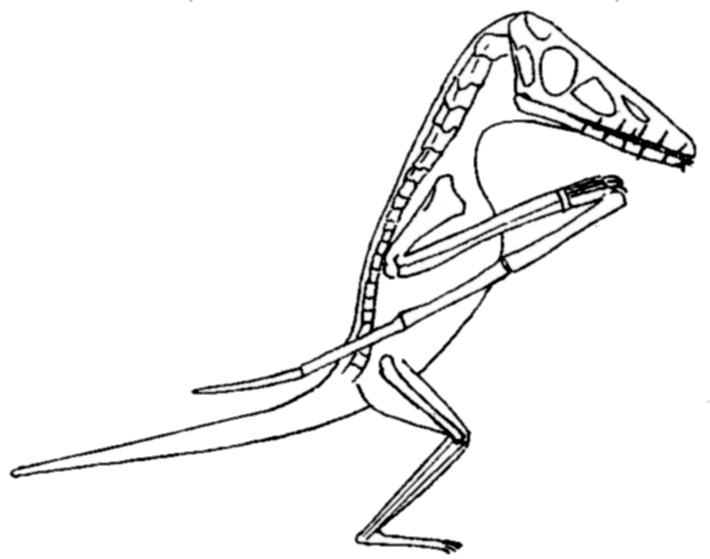
Scaphognathus crassirostris skeletal reconstruction from 1875

Az első ismert Scaphognathus példány leírását 1831-ben August Goldfuss készítette el, aki a leletet tévedésből a Pterodactylus új fajaként, P. crassirostris néven sorolta be. A faj nevének jelentése „kövér orr”. A lelet egy 1 méteres szárnyfesztávolságú felnőtt példány hiányos maradványa, amely Eichstätt közelében a Solnhofen-mészkőből került elő. 1858-ban Johann Wagner egy második, Mühlheimben talált, farokkal együtt megőrződött példány révén felismerte a „P” crassirostris „rhamphorhynchoidea” természetét. A második Scaphognathus példány az előzőnél jóval teljesebb volt, de a mérete csak a felét érte el (a szárnyfesztávolsága 50,8 centiméter), és még részben összeforrt csontokkal rendelkezett. Ezek a tulajdonságok azt jelzik, hogy a második példány még fiatal volt. Miután Leopold Fitzinger és Christoph Gottfried Andreas Giebel foglalt neveket választottak, Wagner 1861-ben létrehozta a Scaphognathus nevet az ógörög σκάφη szkaphé ('csónak', 'kád') és γναθος / gnathosz ('állkapocs') szavak összetételével, a tompa állkapocscsontra utalva.

### Szinonimák
- Pterodactylus crassirostris (Goldfuss 1830)
- Pachyrhamphus crassirostris (Fitzinger 1843) foglalt név
- Ornithocephalus crassirostris (Wagner 1851)
- Brachytrachelus crassirostris (Giebel 1852) foglalt név
- Rhamphorhynchus crassirostris (Wagner 1858)

## Anatómia

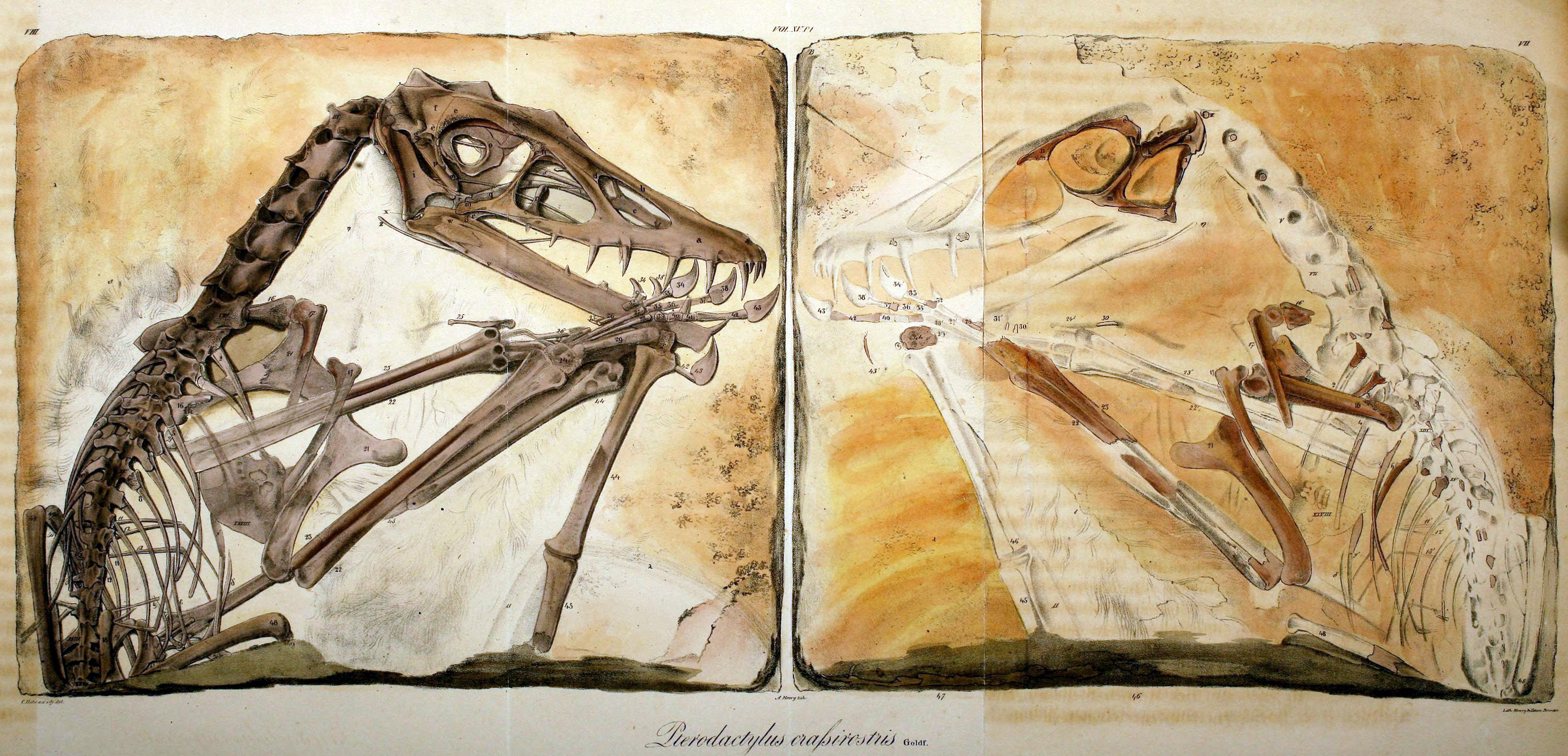
A holotípusról A. Goldfuss által készített illusztráció

Jelenleg a Scaphognathus három kimmeridge-i korszakból származó, a Solnhofen-mészkőben felfedezett példány alapján ismert. Megjelenését tekintve nagyon hasonlított a Rhamphorhynchusra, de a két nem koponyája jelentősen eltért.
A Scaphognathus tompa végű koponyája 11,4 centiméter hosszú volt, és nagy szem előtti koponyaablakkal rendelkezett. A fogai inkább függőlegesen irányultak, mint vízszintesen. Eredetileg úgy vélték, hogy 18 helyezkedett el a felső állcsontban és 10 az alsóban. Azonban S. Christopher Bennett 2004-ben egy új, harmadik példányt megvizsgálva kimutatta, hogy a felső állcsontban csak 16 fog volt; a korábbi, magasabb számot a hibásan kinőtt csere fogak miatt állapították meg.
A Scaphognathus a szklerotikus gyűrűinek a modern madarakéval és hüllőkével való összehasonlítása alapján nappal aktív (diurnális) állatként élhetett. Ez azt jelezheti, hogy egy ökológiai fülkén osztozott az olyan kortárs éjszakai pteroszauruszokkal, mint a Ctenochasma és a Rhamphorhynchus.

## Fordítás
- Ez a szócikk részben vagy egészben a Scaphognathus című angol Wikipédia-szócikk ezen változatának fordításán alapul.  Az eredeti cikk szerkesztőit annak laptörténete sorolja fel. Ez a jelzés csupán a megfogalmazás eredetét és a szerzői jogokat jelzi, nem szolgál a cikkben szereplő információk forrásmegjelöléseként.